# Geschiedenis van Apple-toetsenborden

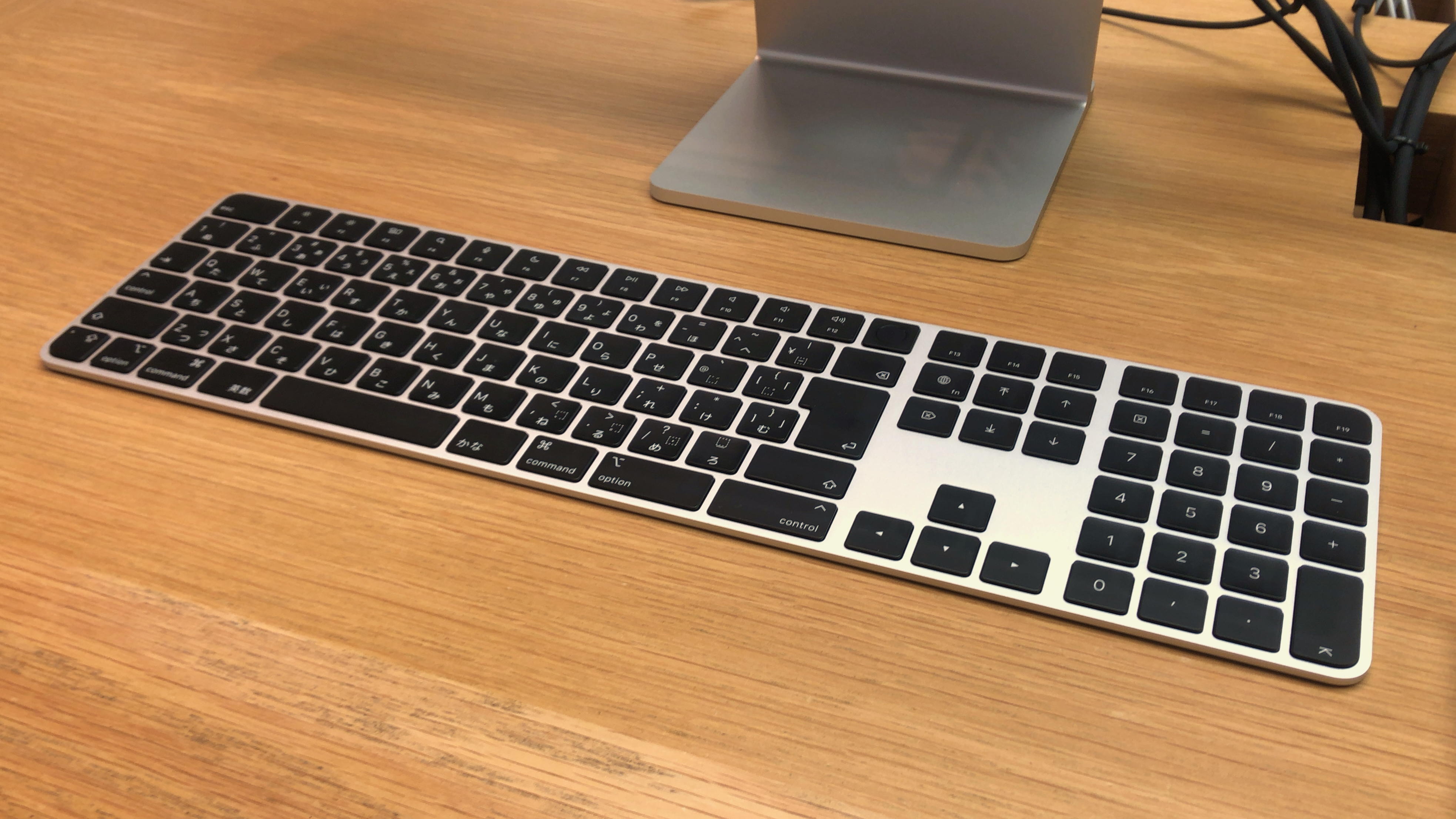
Apple Magic Keyboard (tweede generatie)

Apple heeft in de loop der jaren veel soorten toetsenborden op de markt gebracht. Vroege modellen hadden enkel de basistoetsen en gebruikten een eigen bekabeling. In de loop der jaren heeft Apple functietoetsen toegevoegd om de gebruiker in staat te stellen de computer beter te gebruiken, zoals bijvoorbeeld de aan/uit-knop waarmee computer via het toetsenbord aan en uit kan gezet worden. Na verloop van tijd werden de Apple-specifieke verbindingen en connectoren vervangen door standaard USB-connectoren of draadloze bluetooth-verbindingen.

## Huidige toetsenborden

### Magic Keyboard (tweede generatie)

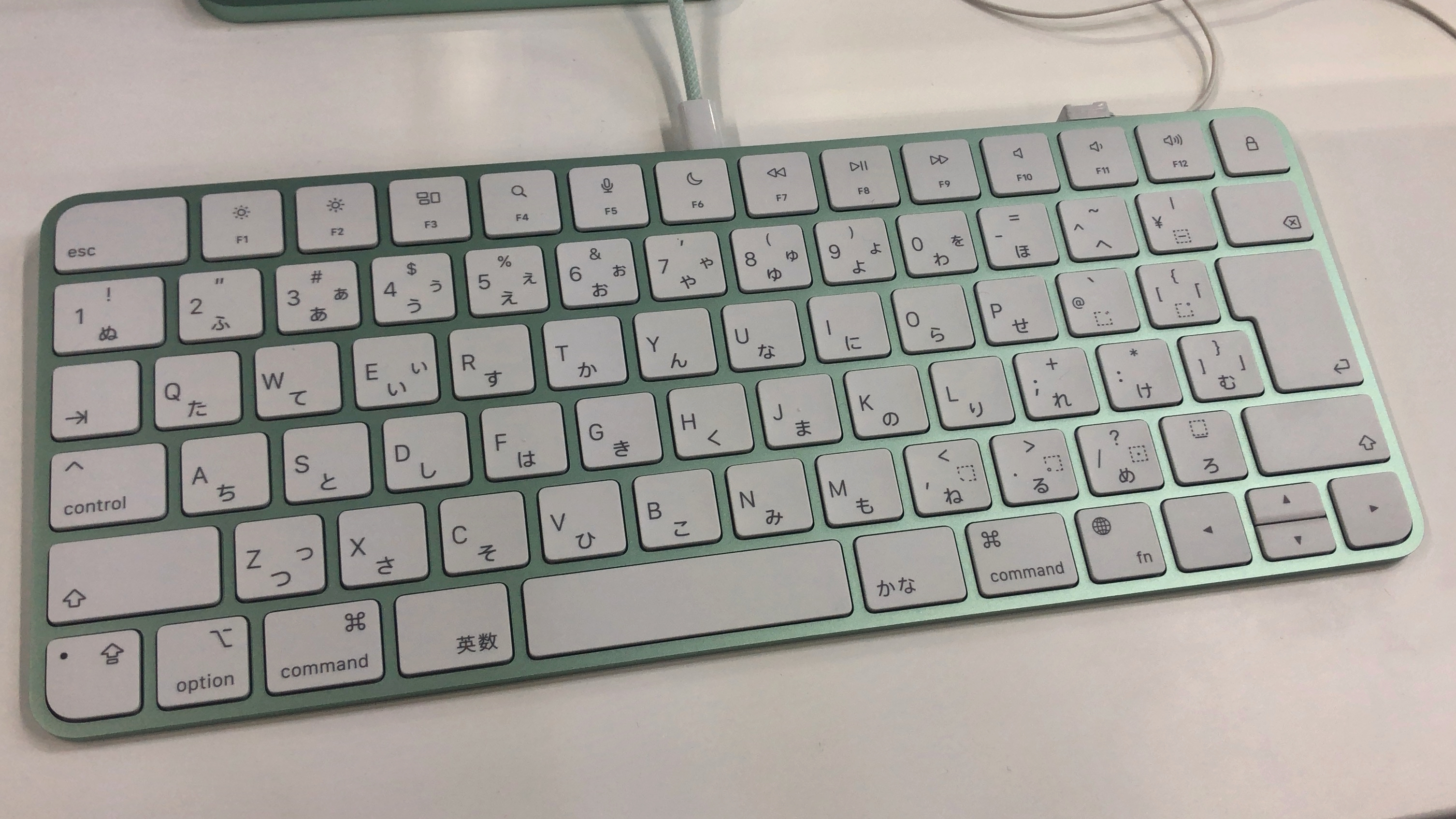
Magic Keyboard (A2450) uitgevoerd in groen, dat geleverd wordt bij de groene M1 iMac

Het Magic Keyboard uit 2021 is het huidige externe Apple-toetsenbord voor gebruik met Mac-computers. Het beschikt over een draadloze bluetooth-verbinding maar kan ook gebruik maken van een bekabelde verbinding via een USB-naar-Lightning-kabel. Het is verkrijgbaar met en zonder numeriek toetsenblok en Touch ID-vingerafdrukverificatie en kan geleverd worden in kleuren die passen bij elke kleurvariant van de M1 iMac.
- Model A2449 met Touch ID, 77 toetsen: Deze variant wordt sinds mei 2021 geleverd bij de M1 iMac in bijpassende kleur. Vanaf augustus 2021 is deze variant ook apart verkrijgbaar in een zilveren uitvoering.
- Model A2450, 78 toetsen: Deze variant is eveneens verkrijgbaar sinds mei 2021 maar heeft een "Lock"-toets op de plaats van het Touch ID.
- Model A2520 met Touch ID, 109 toetsen: Deze variant met numeriek toetsenblok wordt sinds mei 2021 geleverd bij de M1 iMac in bijpassende kleur. Vanaf augustus 2021 is deze variant ook apart verkrijgbaar in een zilveren uitvoering met witte toetsen. In maart 2022 werd samen met de Mac Studio een variant in een zilveren uitvoering met zwarte toetsen geïntroduceerd.

### Smart Keyboard voor de iPad

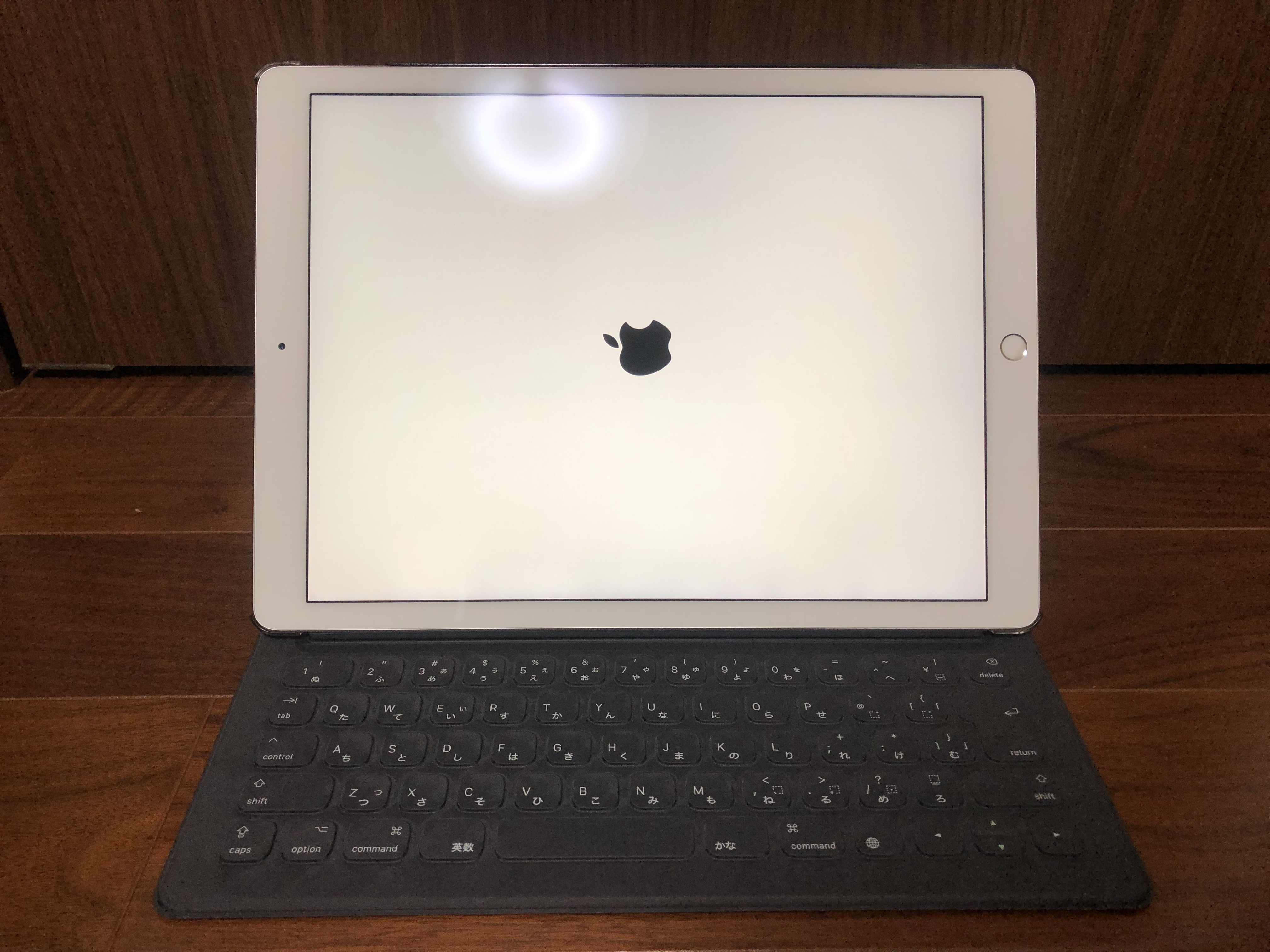
Een iPad Pro met een Smart Keyboard

Het Smart Keyboard werd in november 2015 uitgebracht samen met de eerste generatie van de iPad Pro. Het is een iPad beschermhoesje met een geïntegreerd toetsenbord. Het toetsenbord wordt aangedreven door de Smart Connector van de iPad en vereist dus geen interne batterij of afzonderlijke oplader. In uitgevouwen toestand biedt het Smart Keyboard slechts één kijkhoekpositie. Wanneer het opgevouwen wordt beschermt het Smart Keyboard alleen de voorkant van de iPad. Bij zijn introductie kreeg het Smart Keyboard kritiek vanwege het hoge prijskaartje.
In 2018 werd samen met de derde generatie iPad Pro de Smart Keyboard Folio geïntroduceerd, een herziening die meerdere kijkhoekposities toelaat en ook de achterkant van de iPad beschermt.

### Magic Keyboard voor de iPad

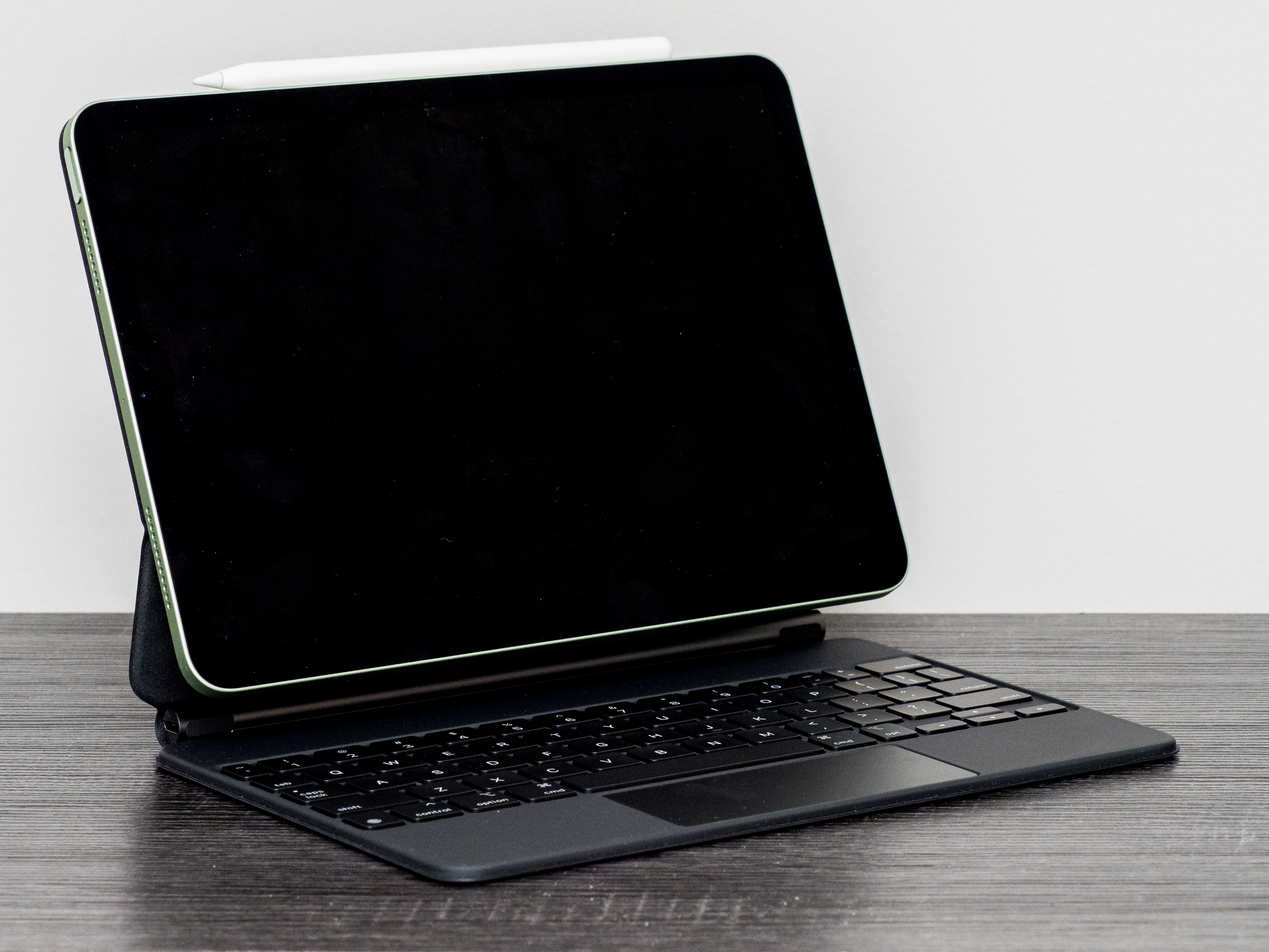
Een iPad Air met een Magic Keyboard

In maart 2020 werd het Magic Keyboard aangekondigd dat naast voor- en achterkantbescherming voor de iPad Pro ook over een trackpad beschikt. Deze aankondiging viel samen met de introductie van ondersteuning voor de muiscursor in iPadOS.  Net als het Smart Keyboard wordt het Magic Keyboard aangedreven door de Smart Connector van de iPad en beschikt het over een USB-C-poort zodat de batterij van de iPad via het Magic Keyboard opgeladen kan worden. Het Magic Keyboard is voorzien van verlichte toetsen en wordt magnetisch bevestigd aan de iPad Pro of iPad Air.
In 2022 werd de Magic Keyboard Folio uitgebracht samen met de tiende generatie van de iPad. Dit is een beschermhoesje met een geïntegreerd, verwijderbaar toetsenbord.

## Voormalige toetsenborden

### Apple Numeric Keypad II (A2M0056)

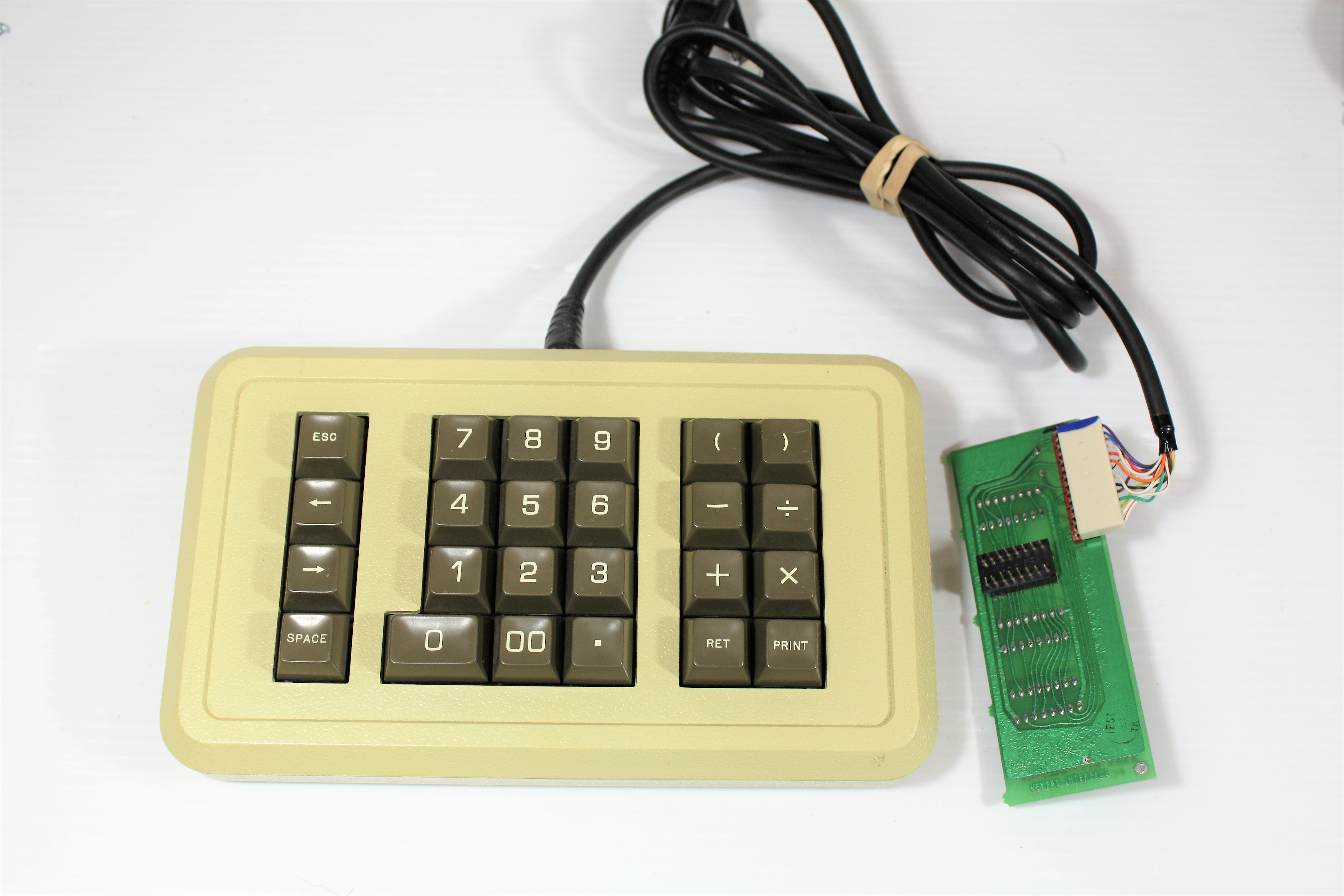
Apple Numeric Keypad II

Het Apple Numeric Keypad II was het eerste externe toetsenblok van Apple. Het werd in 1977 ontworpen voor de Apple II door The Keyboard Company op verzoek van Steve Jobs. In 1982 werd The Keyboard Company opgekocht door Apple, die het bedrijf vervolgens omdoopte tot de Accessory Products Division. Het toetsenblok gebruikte geen connector maar was rechtstreeks verbonden met een insteekkaart voor de Apple II.

### Apple Numeric Keypad IIe (A2M2003)

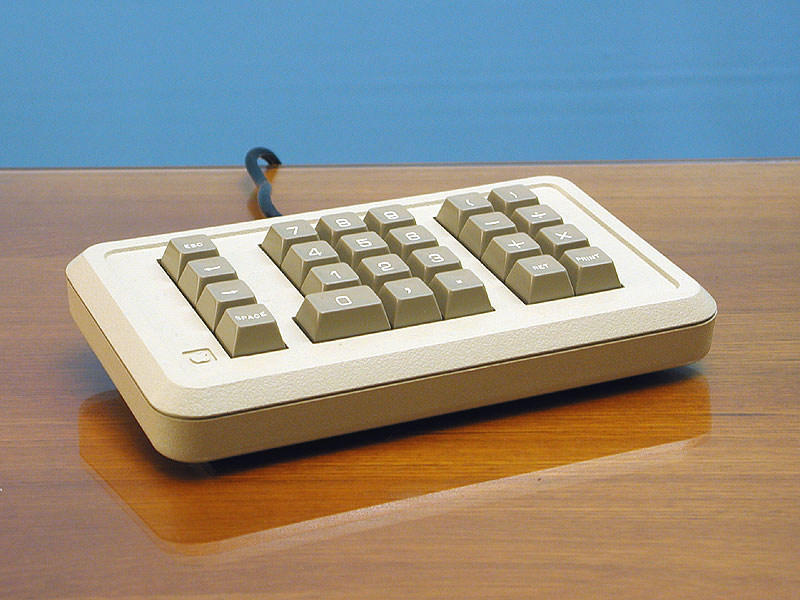
Apple Numeric Keypad IIe

Het Apple Numeric Keypad IIe werd in 1983 uitgebracht als een optie speciaal voor de populaire Apple IIe. Het gebruikte een DB-15-connector. Later zou de Platinum IIe het numerieke toetsenblok integreren in het ingebouwde toetsenbord.

### Lisa Keyboard (A6MB101)

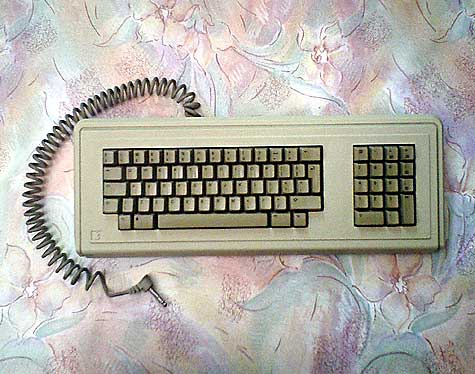
Lisa Keyboard

Het Lisa Keyboard uit 1983 was het eerste volwaardige toetsenbord dat niet in de computerbehuizing geïntegreerd was, zoals bij de eerdere Apple II en Apple III wel het geval was. Het gebruikte een TRS-plug, net zoals een hoofdtelefoon. De "open Apple"-toets als opdrachttoets werd overgenomen van de Apple III, maar op het Lisa-toetsenbord werd dit echter een "gesloten Apple"-toets.

### Macintosh Keyboard (M0110)

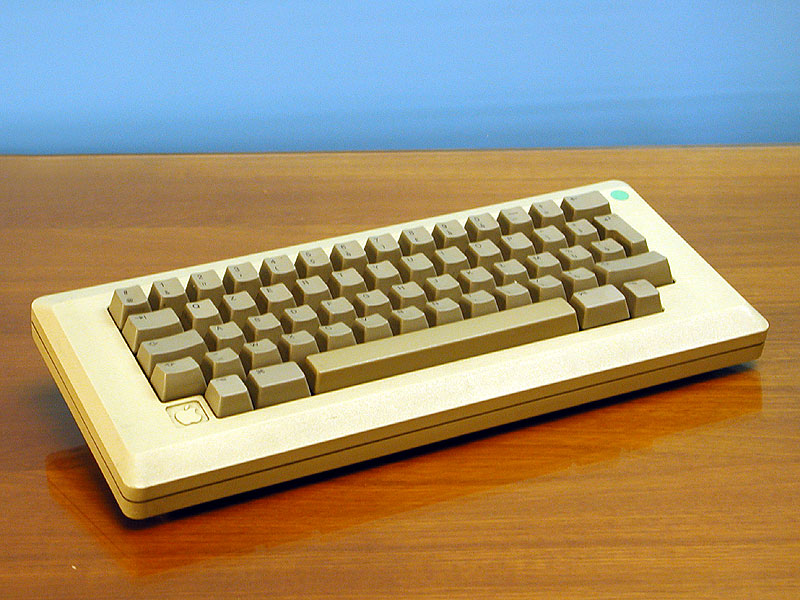
Macintosh Keyboard

Dit toetsenbord werd meegeleverd met de originele Macintosh in 1984 en had geen pijltjestoetsen om de cursor te besturen en ook geen geïntegreerd numeriek toetsenblok. Het gebruikte een RJ-11-connector, net zoals een telefoonsnoer, maar de bedrading van het toetsenbord was gekruist waardoor het niet mogelijk was om een standaard telefoonsnoer ter vervanging te gebruiken. Het toetsenbord introduceerde ook de "Command"-toets, vergelijkbaar met de "Apple"-toets op de Lisa.

### Macintosh Numeric Keypad (M0120 en M0120P)

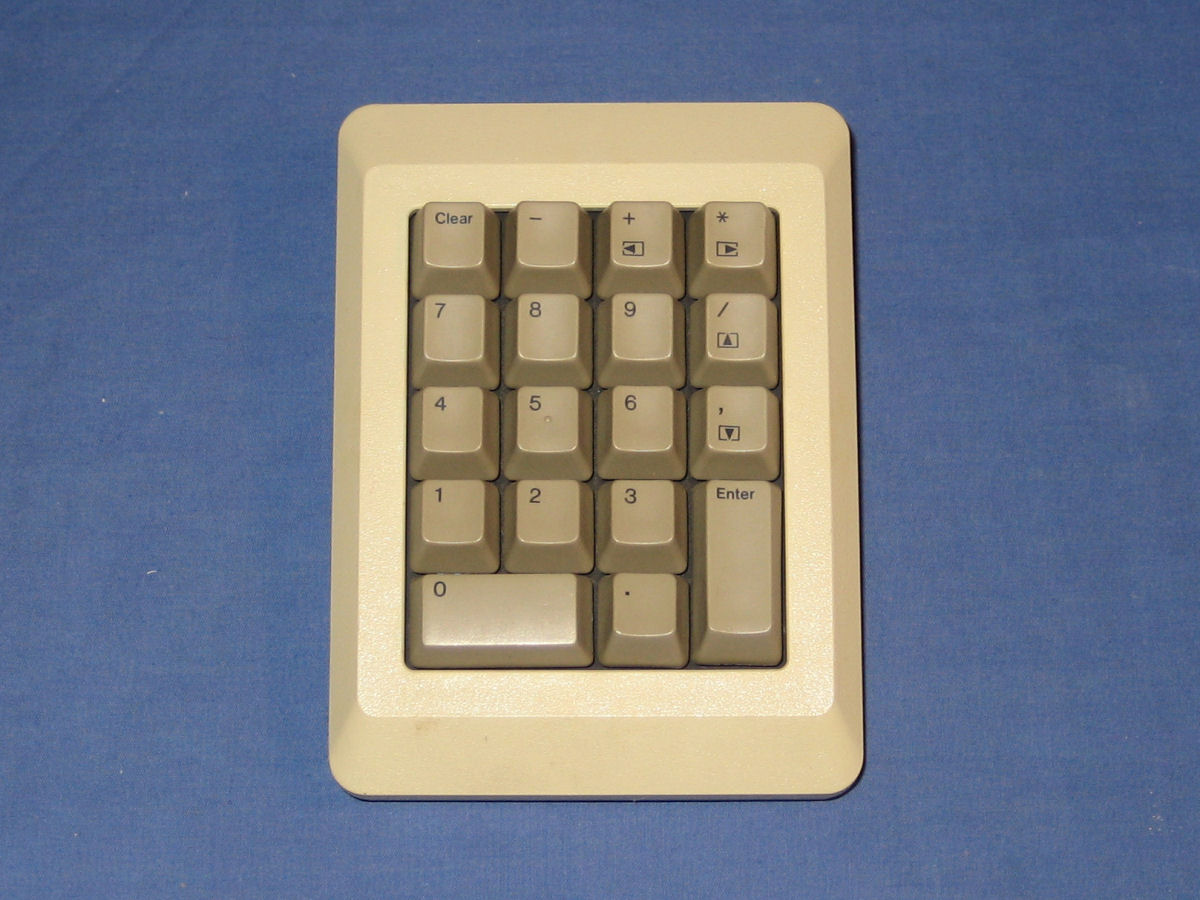
Macintosh Numeric Keypad

Net als bij de Apple IIe was er ook voor de Macintosh van een optioneel extern toetsenblok dat ook pijltoetsen bevatte en dat via een telefoonsnoeraansluiting met de computer verbonden kon worden. Hoewel het samen met de Macintosh geïntroduceerd werd in januari 1984, was het pas vanaf september 1984 verkrijgbaar. De M0120P-versie gebruikt symbolen op de Clear- en Enter-toetsen in plaats van tekst.

### Macintosh Plus Keyboard (M0110A)

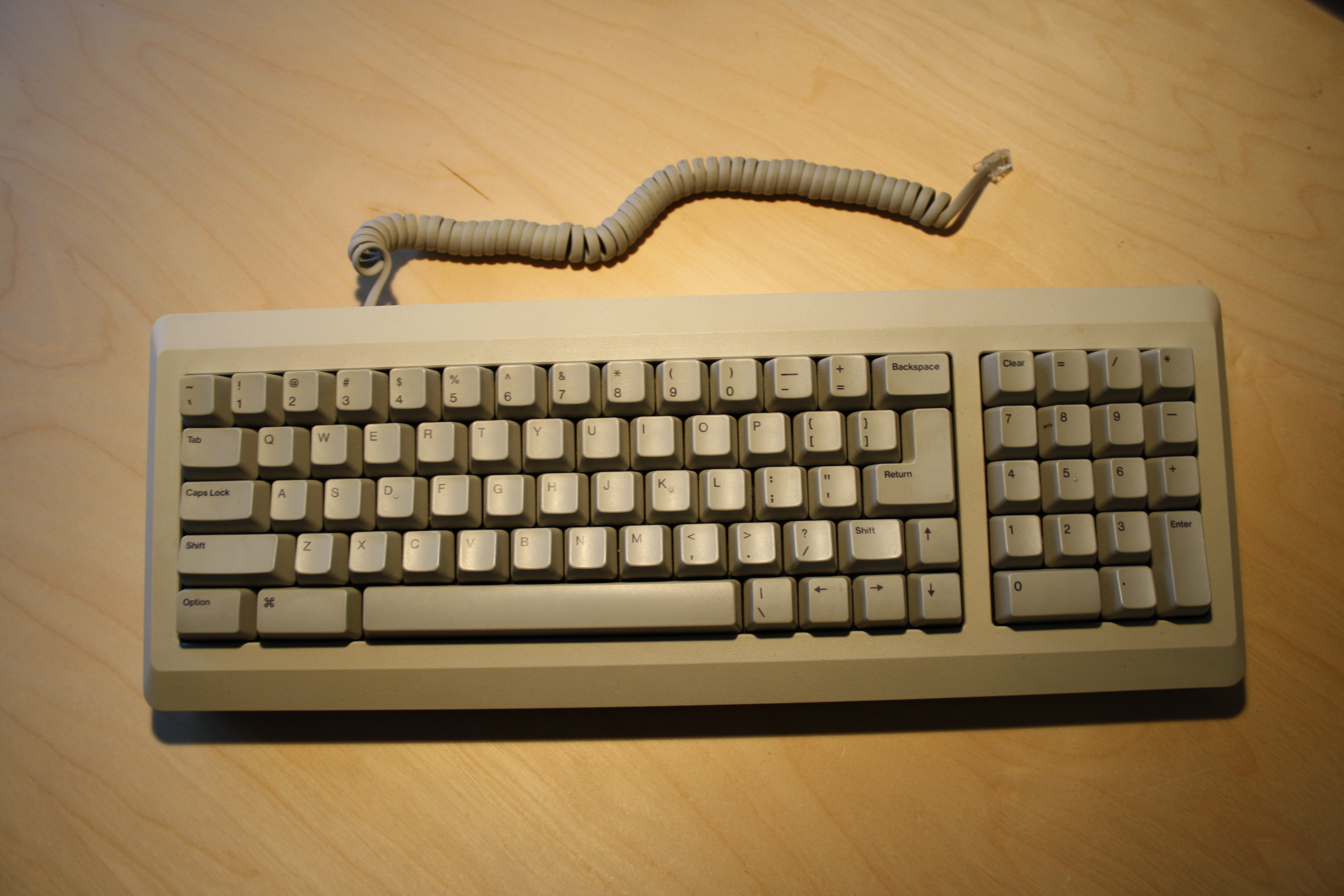
Macintosh Plus Keyboard

Dit was een uitgebreid toetsenbord met een ingebouwd numeriek toetsenblok dat werd meegeleverd met de Macintosh Plus in 1986. Het bleef de RJ-11-connector gebruiken en was compatibel met het originele Macintosh toetsenbord. Hoewel Apple vanaf 1986 voor al zijn toetsenborden overschakelde naar Apple Desktop Bus-connectoren bleef dit toetsenbord nog vier jaar onveranderd in productie totdat de Macintosh Plus in 1990 werd stopgezet.

### Apple Desktop Bus Keyboard (A9M0330)

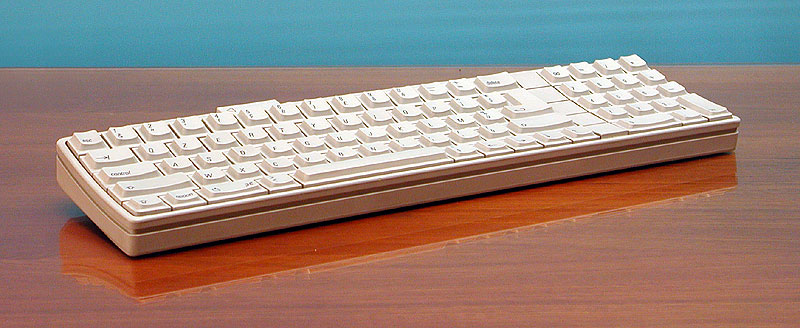
Apple Desktop Bus Keyboard

Dit was het eerste Apple-toetsenbord met de nieuwe Apple Desktop Bus (ADB)-connector, die zijn intrede maakte op de Apple IIGS uit 1986. Het toetsenbord was ontworpen was om compatibel te zijn met zowel de Macintosh- als de Apple-productlijnen en was het eerste dat de Macintosh "Command"-toets en de Apple II "open Apple"-toets combineerde. Het was ook het eerste toetsenbord met een aparte aan/uit-knop en een extra ADB-poort.

### Apple Keyboard (M0116)

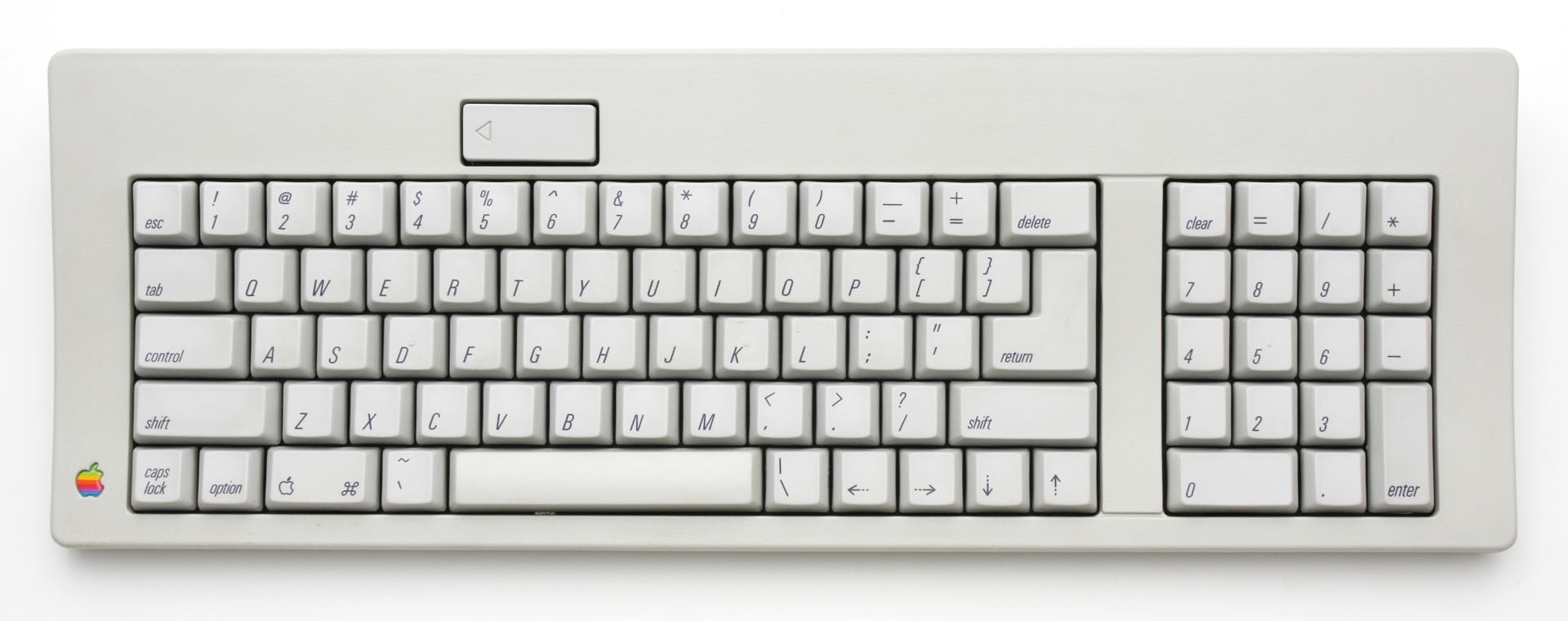
Apple Keyboard

Het Apple Keyboard, ook gekend als het Apple Standard Keyboard, was het eerste dat deze naam officieel gebruikte. Apple zou de naam later nog hergebruiken voor een reeks opeenvolgende toetsenborden. Het Apple Keyboard was een stevigere versie van het Apple Desktop Bus Keyboard en werd in 1987 optioneel meegeleverd met de Macintosh II en SE. Het was het eerste toetsenbord dat afzonderlijk van het systeem werd verkocht, waardoor klanten de keuze hadden uit het standaard- of uitgebreid ADB-toetsenbord van Apple.

### Apple Extended Keyboard (M0115)

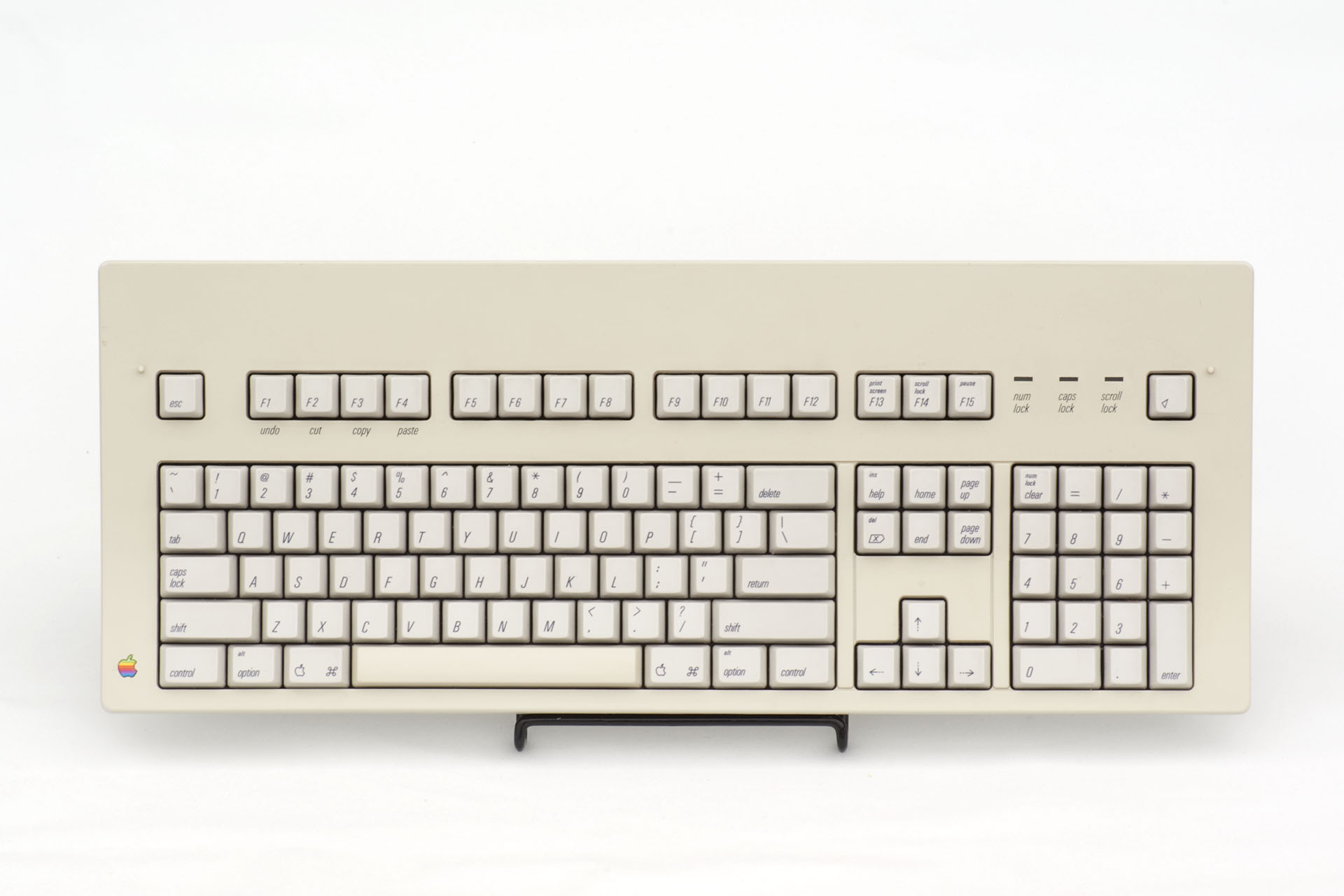
Apple Extended Keyboard

Het Apple Extended Keyboard was een uitgebreid ADB-toetsenbord dat in 1987 samen met het Apple Keyboard op de markt gebracht werd. Het beschikte over functietoetsen en andere extra toetsen in pc-stijl. Boven de rij met functietoetsen konden sjablonen gelegd worden met sneltoetsreferenties voor diverse softwarepakketten. Ook dit toetsenbord werd afzonderlijk van het systeem verkocht.

### Apple Keyboard II (M0487)

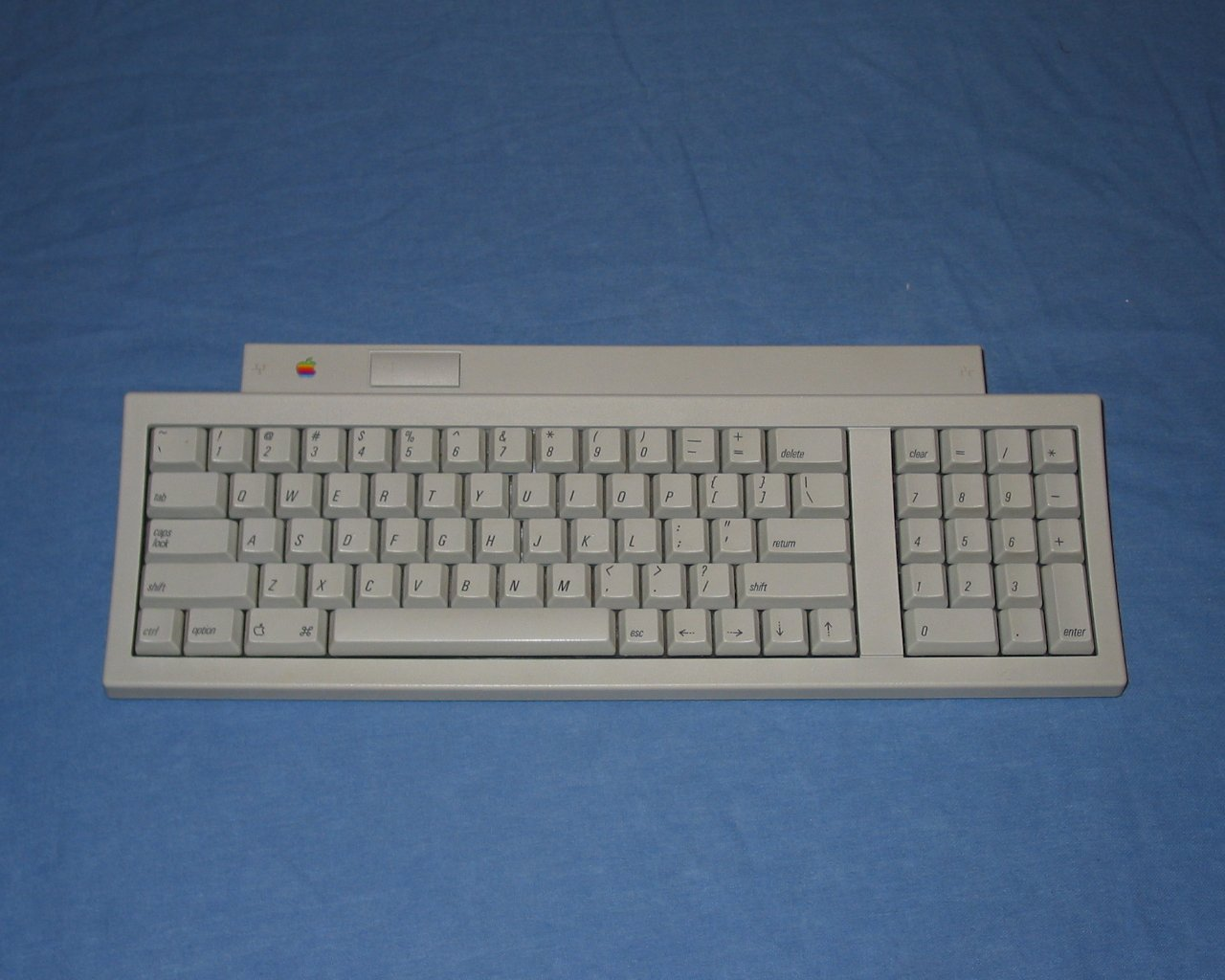
Apple Keyboard II

Het Apple Keyboard II uit 1990 werd verkocht met de Macintosh Classic en LC. Het was nagenoeg identiek aan het originele ADB-toetsenbord maar beschikte over opklapbare voetjes om de typhoek te veranderen. Het ontwerp van het toetsenbord was licht aangepast om de behuizing en de toetsen een meer gestroomlijnd uiterlijk te geven. Dit toetsenbord werd opnieuw samen met de computer geleverd. De zwarte Macintosh TV uit 1993 werd geleverd met een identiek zwart Keyboard II (met hetzelfde modelnummer). 

### Apple Extended Keyboard II (M0312 en M3501)

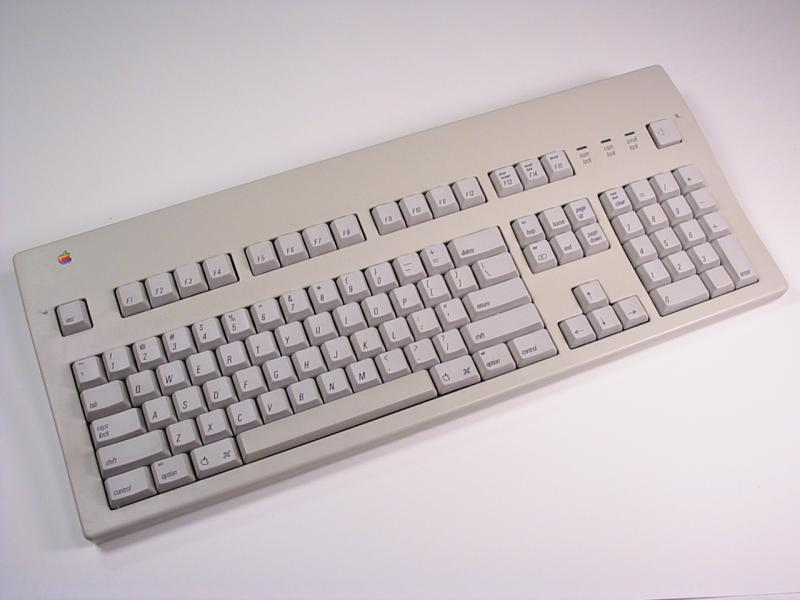
Apple Extended Keyboard II

Dit is een kleine update van het Apple Extended Keyboard, die samenviel met de introductie van de Macintosh IIsi in 1990. Het Apple Extended Keyboard II was in de hoogte verstelbaar.

### Apple Adjustable Keyboard (M1242)

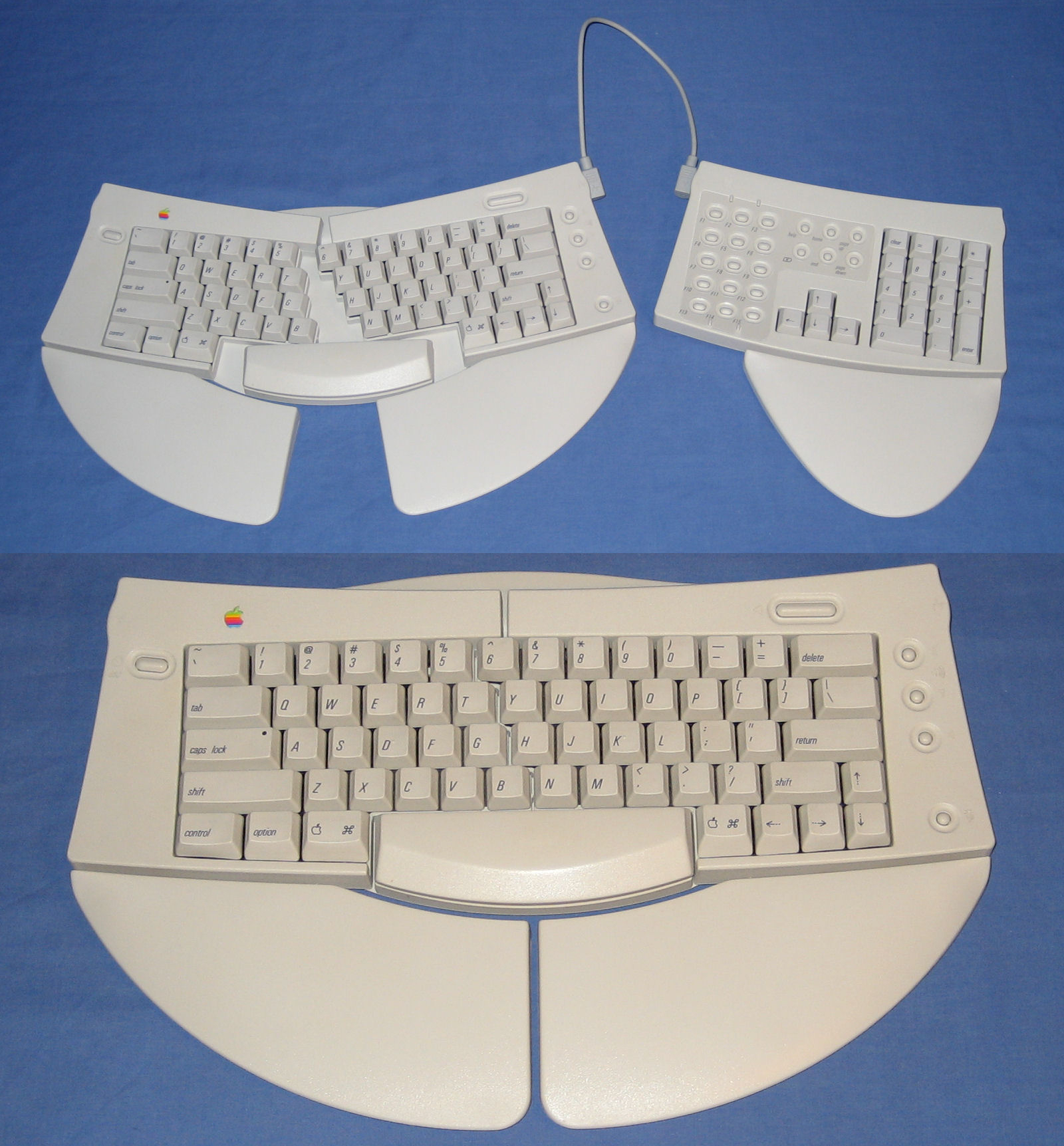
Apple Adjustable Keyboard

Het Apple Adjustable Keyboard, dat apart verkrijgbaar was, betekende in 1993 de intrede van Apple op de markt voor ergonomisch verstelbare toetsenborden. Het werd vaak bekritiseerd vanwege zijn krakkemikkige constructie. Voor het eerst sinds het originele Macintosh-toetsenbord werd ook dit toetsenbord geleverd met een apart numeriek toetsenblok.

### Newton Keyboard (X0044)

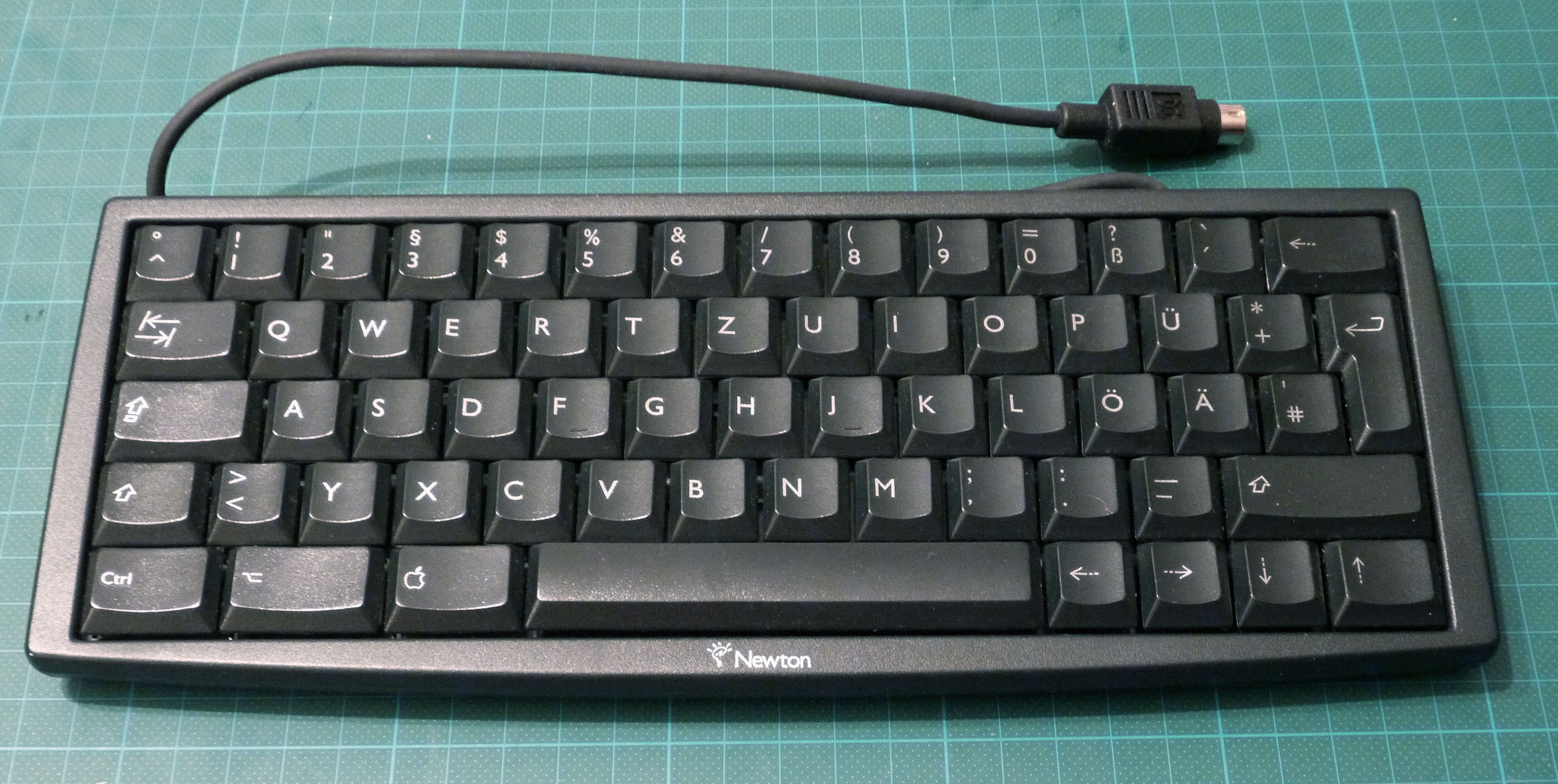
Newton Keyboard

Halverwege de jaren negentig bracht Apple het Newton Keyboard uit, een minitoetsenbord als alternatief voor de handschriftherkenning van de Newton. De handschriftherkenning had immers uitgebreide training nodig om bruikbaar te worden. Het was verbonden via de seriële interface van de Newton, maar kon via een adapter van derden ook op een Mac aangesloten worden.

### AppleDesign Keyboard (M2980)

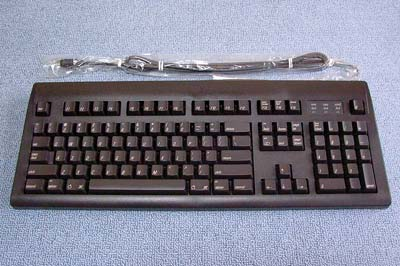
AppleDesign Keyboard

Het AppleDesign Keyboard uit 1994 was het eerste goedkopere grote Apple-toetsenbord dat als vervanger van het Apple Extended Keyboard II op de markt gebracht werd. Het was aanzienlijk lichter van constructie en had een veel zachtere en stillere toetsaanslag, wat bij veel gebruikers niet in de smaak viel. Het bevatte ook slechts één ADB-poort om een muis of een ander aanwijsapparaat aan te sluiten, de toetsenbordkabel zelf was permanent bevestigd aan het toetsenbord.  Het Apple Extended Keyboard II beschikte daarentegen over een ADB-poort aan weerszijden van het toetsenbord, waardoor de toetsenbordkabel of muis aan de door de gebruiker gewenste kant kon aangesloten worden. Dit toetsenbord werd ook in het zwart geproduceerd met hetzelfde modelnummer (zoals het Apple Keyboard II voor de Macintosh TV), voor gebruik bij de zwarte Performa 5420 die voornamelijk in Europa te verkrijgen was en de zwarte Power Macintosh 5500 die in Azië werd uitgebracht.

### Twentieth Anniversary Macintosh Keyboard (M3459)
Dit toetsenbord werd geleverd met de Twentieth Anniversary Macintosh uit 1997. Het ontwerp was gebaseerd op een PowerBook-toetsenbord en bevatte een optioneel ingebouwd trackpad en lederen handpalmsteunen. Het toetsenbord beschikte niet over een numeriek toetsenblok en in tegenstelling tot het verstelbare toetsenbord werd er ook geen extern numeriek toetsenblok aangeboden. Dit was het laatste ADB-toetsenbord dat Apple zou produceren en werd niet afzonderlijk verkocht.

### Apple USB Keyboard (M2452)

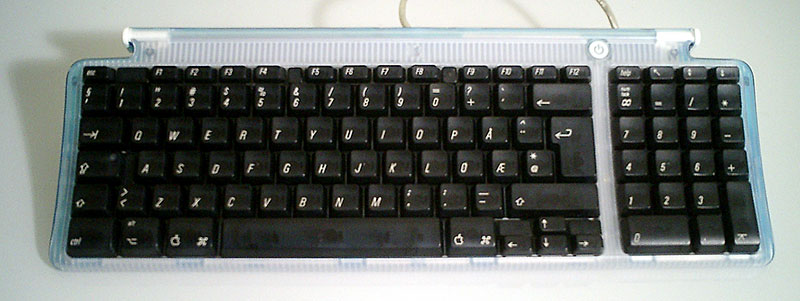
Apple USB Keyboard

Het Apple USB Keyboard werd uitgebracht in 1998 en samen met de iMac verkocht. Het werd de nieuwe standaard voor alle Macintosh-modellen in de twee daaropvolgende jaren. Het was het eerste toetsenbord dat doorschijnend plastic gebruikte, aanvankelijk in de vijf fruitkleuren van de iMac, daarna ook in Bondi-blauw voor de blauw-en-witte Power Mac G3 en in een donkerder grijs voor de Power Mac G4. Het had een ingebouwde intrekbare steunpoot en was het laatste toetsenbord dat rechtsboven een aparte aan/uit-knop had. Dit toetsenbord kan gebruikt worden met Windows, hoewel de aan/uit-knop in dat geval geen functie heeft.

### Apple Pro Keyboard (M7803)

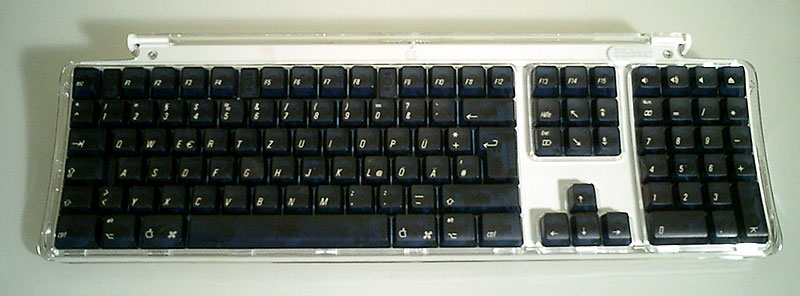
Apple Pro Keyboard

Het Apple Pro Keyboard uit 2000 werd aanvankelijk uitgebracht in een doorzichtige behuizing met zwarte toetsen. Het introduceerde opnieuw de extra uitgebreide functietoetsen die voor het laatst te zien waren op het Apple Design Keyboard. In tegenstelling tot alle voorgaande ADB- en USB-toetsenborden had dit toetsenbord geen aparte aan/uit-knop meer. Dit toetsenbord bevatte 109 toetsen (ANSI) en behield de enkele opvouwbare poot aan de onderkant. In 2002 werd voor de iMac G4 een versie met witte toetsen geïntroduceerd.

### Apple Keyboard (met 109 en 78 toetsen)

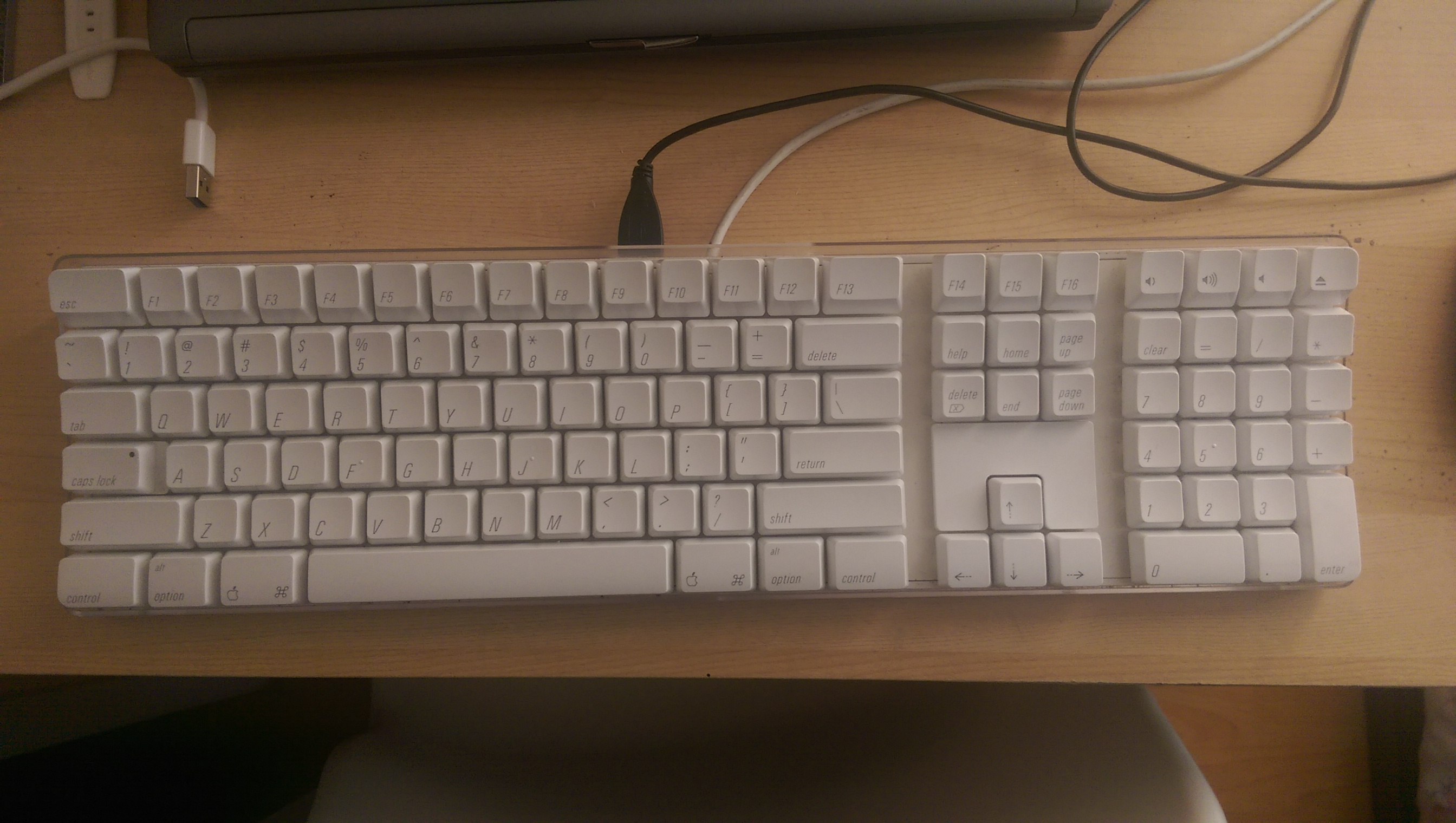
Apple Keyboard (A1048)

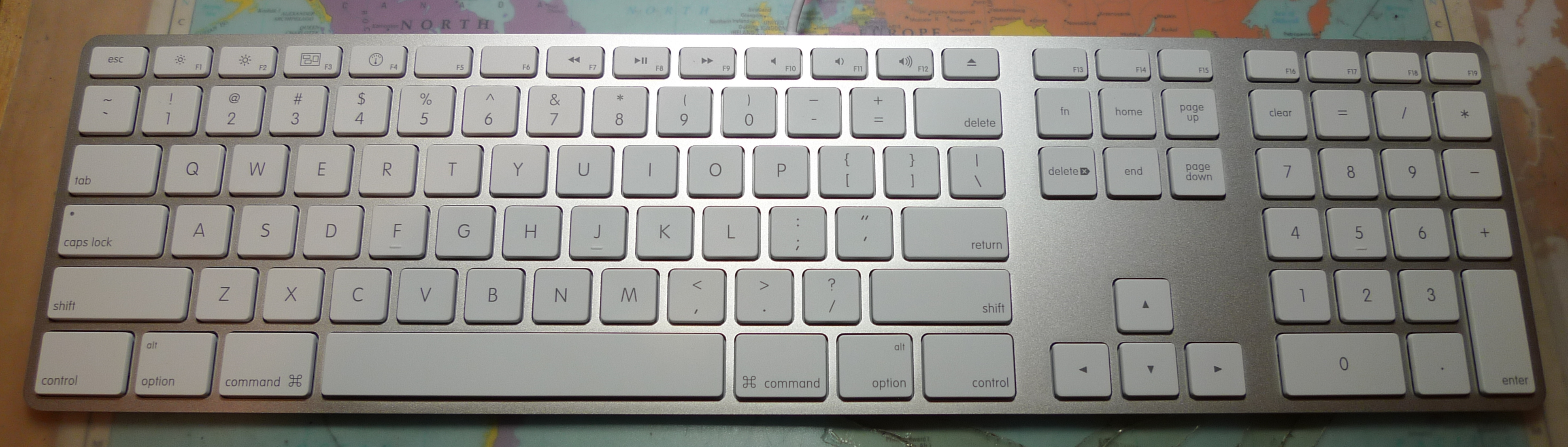
Apple Keyboard (A1243)

- Model A1048, wit, 109 toetsen: In mei 2003 bracht Apple een volledig nieuw toetsenbord op de markt. De brede rand rond het toetsenbord was verdwenen, er werd een extra F16-functietoets toegevoegd en de USB-poorten werden naar achteren verplaatst. Het toetsenbord bevatte 109 toetsen en werd aangeboden onder de naam Apple Keyboard. Het was uitsluitend in het wit te verkrijgen. In 2005 werden de USB 1.1-poorten vervangen door USB 2.0-poorten.
- Model A1243, aluminium, 109 toetsen: Het Apple Keyboard dat in 2007 geïntroduceerd werd beschikte over een stevige aluminium behuizing, net als het Apple Wireless Keyboard in dezelfde stijl. Het was het eerste Apple-toetsenbord in 27 jaar dat geen Apple-logo's meer had op de ⌘ Cmd-toetsen. Deze Apple-logo's waren destijds geïntroduceerd op ADB-toetsenborden die compatibel waren met de Apple II-computerserie. Ook dit model van het Apple-toetsenbord heeft 109 toetsen en beschikt over twee USB 2.0-poorten, één aan elk uiteinde van het toetsenbord. Bij de introductie van het aluminium Apple-toetsenbord met 78 toetsen in 2009 werd dit toetsenbord omgedoopt tot Apple Keyboard with Numeric Keypad. Dit model was het laatste bekabelde toetsenbord van Apple.[11] In juni 2017 werd de productie ervan beëindigd. Er bestaan twee versies van dit model, die verschillen door de pictogrammen op de F3- en F4-toetsen. Deze wijziging vond plaats in juli 2011 bij de release van OS X Lion.
- Model A1242, aluminium, 78 toetsen: iMac-modellen uit begin 2009 werden geleverd met een nieuwe versie van het Apple Keyboard waarbij het numerieke toetsenblok werd weggelaten, vergelijkbaar met zijn draadloze tegenhanger. Het volledige toetsenbord met numeriek toetsenblok bleef tegen meerprijs beschikbaar en kon ook afzonderlijk worden aangeschaft. In december 2010 werd het aluminium toetsenbord met 78 toetsen stopgezet.[12]

### Apple Wireless Keyboard

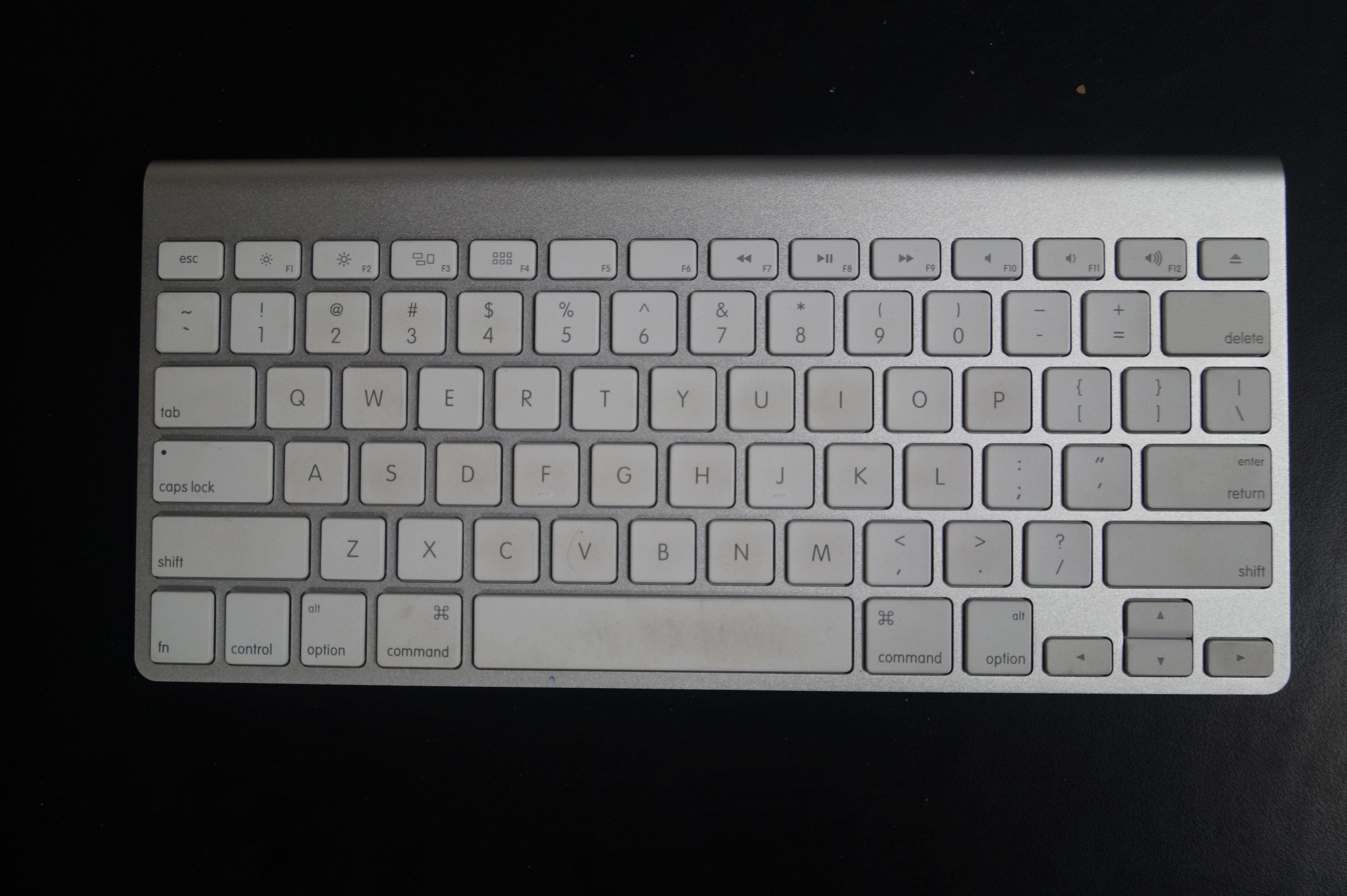
Apple Wireless Keyboard (A1314)

- Model A1016, wit, 109 toetsen, bluetooth 1.1: Het draadloos Apple-toetsenbord uit 2003 maakte gebruik van bluetooth-technologie. Het was in wezen identiek aan model A1048 dat vier maanden eerder verschenen was. Volgens de Apple-website is het, in tegenstelling tot latere modellen, niet compatibel met de iPad.[13]
- Model A1255, aluminium, 78 toetsen, bluetooth: In 2007 werd een nieuw model uitgebracht in een aluminium behuizing, waarbij het numerieke toetsenblok en de speciale toetsen werden weggelaten. Het toetsenbord werkte op drie AA-batterijen, de aan/uit-knop bevond zich aan de rechterkant van het toetsenbord tegenover de batterijopening.
- Model A1314, aluminium, 78 toetsen, bluetooth 2.0: In oktober 2009 kreeg het aluminum toetsenbord een update waardoor er nog slechts twee AA-batterijen nodig waren in plaats van drie.  Net als voor de Magic Mouse die op hetzelfde moment werd uitgebracht, is Mac OS X 10.5.8 of hoger vereist.[14] In juli 2011 werd een kleine aanpassing doorgevoerd met gewijzigde pictogrammen op de F3- en F4-toetsen.

### Magic Keyboard (eerste generatie)

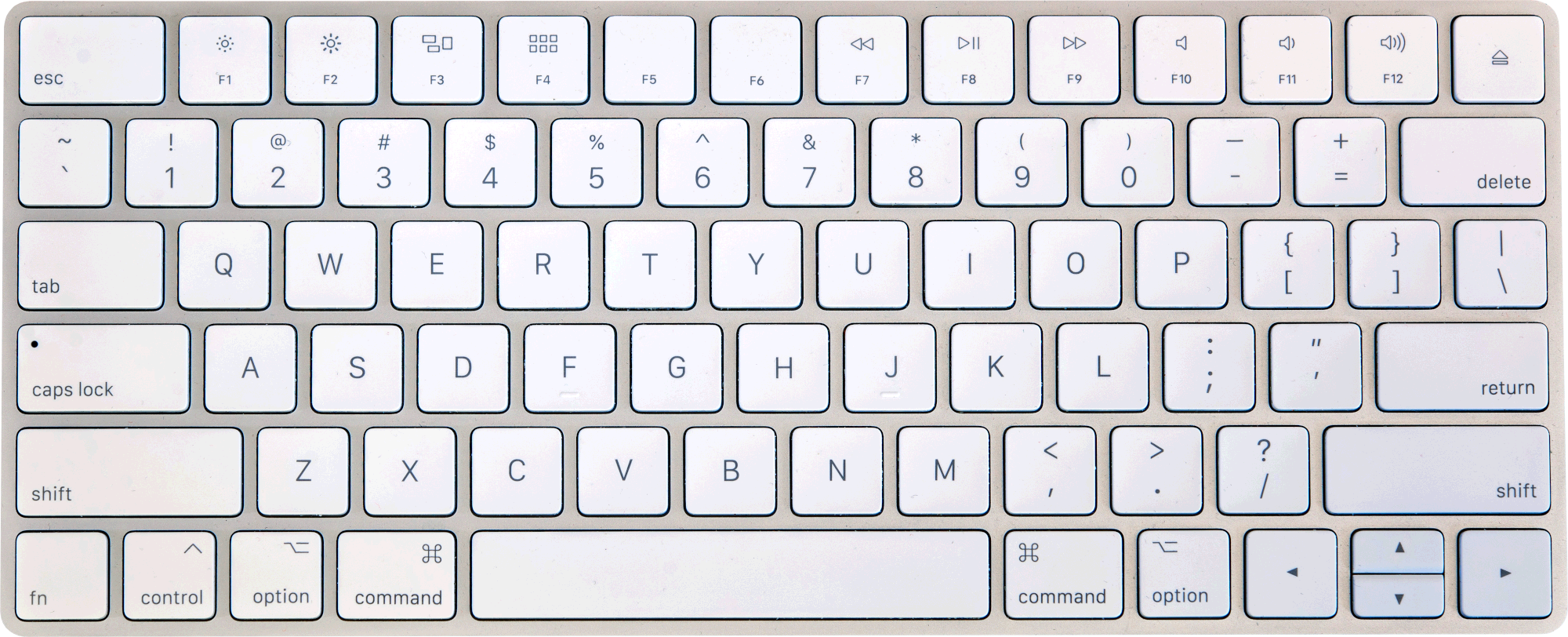
Magic Keyboard (A1644)

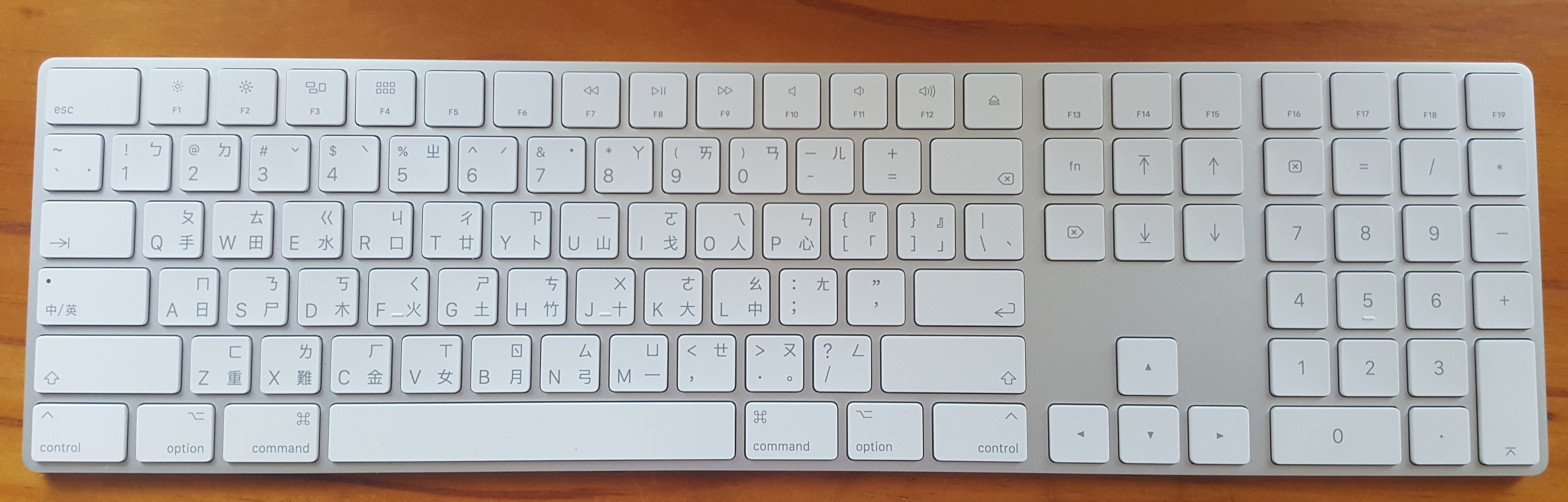
Magic Keyboard (A1843)

- Model A1644, 78 toetsen: De eerste generatie van het Magic Keyboard kwam op de markt in oktober 2015 en had een ontwerp dat vergelijkbaar was met voorgaande Apple-toetsenborden.[15] Het had een niet-vervangbare oplaadbare lithium-ionbatterij die opgeladen kon worden via een Lightning-poort aan de achterkant van het toetsenbord. De batterij was goed voor gemiddeld één maand gebruik tussen oplaadbeurten. Samen met de introductie van het Magic Keyboard met een numeriek toetsenblok in 2017 werd het Magic Keyboard zonder numeriek toetsenbord lichtelijk aangepast met nieuwe symbolen op de Control- en Option-toetsen.

- Model A1843, 109 toetsen: In juni 2017 bracht Apple een Magic Keyboard met een numeriek toetsenblok uit ter vervanging van het bekabelde Apple-toetsenbord dat uit productie genomen was. De iMac Pro uit 2017 werd geleverd met een spacegrijze versie van dit toetsenbord met zwarte toetsen,[16] een uitvoering die later ook apart verkocht werd.[17] Met de Mac Pro uit 2019 werd een versie in een zilveren afwerking met zwarte toetsen meegeleverd. Deze zilveren uitvoering was niet apart verkrijgbaar.